# Alfred Tyszkiewicz
Alfred Maria Tyszkiewicz (lit. Alfredas (Alfis) Tiškevičius; ur. w listopadzie 1913 w Krakowie, zm. 10 lipca 2008 w Warszawie) – polsko-litewski hrabia, właściciel dawnego majątku Tyszkiewiczów w Połądze, honorowy obywatel Połągi.

## Życiorys
Urodził się jako dziesiąte dziecko Feliksa i Antoniny Zofii z Łąckich, którzy przejęli dobra w Połądze i w 1895 zbudowali tu pałac z ogrodem. Stryj Alfreda Aleksander był właścicielem odległej o 12 kilometrów Kretyngi.
Uczył się w gimnazjach polskich w Poniewieżu i Kownie, później studiował w Paryżu, gdzie poznał m.in. Antanasa Venclovę.
W 1940 został aresztowany przez Niemców w Kłajpedzie i cztery miesiące spędził w więzieniu w Tylży. Powrócił następnie do Połągi, gdzie przebywała jego żona Ludwika Maria z Sobańskich (1915–2006) z synem Adamem Marią (ur. 1940).
Po raz pierwszy od zakończenia wojny odwiedził Połągę w 1992. Pięć lat później z inicjatywy lokalnego burmistrza przyznano mu honorowe obywatelstwo miasta. Od tego czasu regularnie odwiedzał nadmorski kurort, zatrzymując się w nim latem.
Zmarł w lipcu 2008 w Warszawie – 1 sierpnia odbył się uroczysty pogrzeb zorganizowany przez władze miejskie w Połądze. Prochy Alfreda Tyszkiewicza zostały złożone na starym cmentarzu w kurorcie, gdzie spoczywają również jego krewni.